# Артьомово (Куньїнський район)
Артьомово (рос. Артёмово) — присілок в Куньїнському районі Псковської області Російської Федерації.
Населення становить 5 осіб. Входить до складу муніципального утворення Жижицька волость.

## Історія
Від 2015 року входить до складу муніципального утворення Жижицька волость.

## Населення
| 2001 | 2002 | 2010 |
| ---- | ---- | ---- |
| 15   | ↘11  | ↘5   |